# Институциональная среда
Институциональная среда — в теории институционализма совокупность основополагающих политических, социальных и юридических правил, которая образует базис для производства, обмена и распределения. 
Институты существуют и функционируют в экономической системе, сферу их существования выделяют в особую среду, которую принято называть институциональной. 

## В зарубежной науке
Многие представители новой институциональной экономики, в числе которых нобелевский лауреат 1991 года Р. Коуз, а вместе с ним и другие весомые представители нового институционализма (такие как О. Уильямсон и др.), а также их последователи до третьей четверти XX века концентрировали внимание преимущественно на изучении институциональных соглашений, полагая институциональную среду экзогенно заданной.
Впервые акцент на изучение институциональной среды как непосредственного явления, эволюция которого оказывает влияние на экономический рост, был перенесён учеными-неоинституционалистами, представителями так называемого «подхода Вашингтонского университета» в 1970-е годы.

### Базовое определение Д. Норта и Л. Девиса
Основатель направления, нобелевский лауреат 1993 года Д. Норт совместно с другим американским учёным Л. Девисом ещё в 1971 году предложили определение термина институциональная среда, наиболее часто употребляемое в современной экономической науке. Согласно авторам, институциональная среда − это совокупность основополагающих политических, социальных и юридических правил, которая образует базис для производства, обмена и распределения. Примерами являются правила, определяющие процедуру выборов, имущественное и контрактное законодательства. Дэвис и Норт используют термин институциональная среда для обозначения отношений, складывающихся на макроуровне, а именно: общих институциональных рамок (конституции), которые являются ограничениями для контрактных соглашений между индивидами. 

### Последующие определения
Нобелевский лауреат 2009 года О. Уильямсон, соглашаясь с определением Норта и Дэвиса, трактует институциональную среду как правила игры, определяющие контекст, в котором осуществляется экономическая деятельность. Схожее мнение высказывает американский исследователь П. Кляйн полагая, что институциональная среда формирует рамки, в которых действует человек. 

## В отечественной науке
В отечественной литературе преимущественно представлен синтез взглядов зарубежных экономистов. Согласно наиболее распространённым определениям, под институциональной средой подразумевается совокупность основополагающих политических, социальных и юридических правил, которые формируют базис для производства, обмена и распределения и определяют рамки человеческого поведения. 
В коллективной монографии под общей редакцией украинского профессора З. Г. Ватаманюка наряду с общепринятым понятием утверждается, что институциональная среда — это чёткий, упорядоченный набор институтов, которые определяют ограничения для экономических субъектов, формирующихся в границах той или иной системы координации хозяйственной деятельности. При этом, там же оговаривается, что любой институт – это набор установленных правил, правила же не всегда являются институтом. 